# Stefania Sandrelli
Stefania Sandrelli (Viareggio, Toscana; 5 de junio de 1946) es una actriz italiana. Se dio a conocer en la película Divorcio a la italiana (1961) de Pietro Germi, en la que, con sólo quince años, compartió protagonismo con Marcello Mastroianni. A partir de entonces su popularidad no hizo sino crecer, especialmente por su participación en las llamadas comedias a la italiana, aunque también ha interpretado papeles dramáticos. Ha trabajado con los más importantes directores italianos de su momento, como Pietro Germi, Bernardo Bertolucci, Ettore Scola, Mario Monicelli, Luciano Salce, Gabriele Muccino o Tinto Brass, y también ha participado en producciones españolas, dirigida por Bigas Luna. Entre otros importantes premios, recibió en 2005 el León de Oro a toda su carrera en el LXII Festival de Venecia.

## Juventud
Stefania Sandrelli nació en una familia de clase media. Sus padres, Florida y Otello Sandrelli (muerto cuando Stefania tenía ocho años) regentaban una pensión en Viareggio. Stefania era la segunda de los hijos: el mayor, Sergio, nació siete años antes que ella y posteriormente se dedicó a la música.
Participó en el concurso Miss Italia de 1960 y un año después, con quince años, ganó el premio de belleza Miss Cinema de Viareggio.

## Primeras películas
Su primera película fue Il federale (1961), película dirigida por Luciano Salce y protagonizada por Ugo Tognazzi y Georges Wilson. La película está ambientada durante la Segunda Guerra Mundial. Sandrelli interpreta el papel de Lisa, una joven ladrona.
Alcanzó notoriedad gracias a dos populares comedias de Pietro Germi: Divorcio a la italiana (1962) y Seducida y abandonada (1964).
Durante el rodaje de Il fornaretto di Venezia (1963), de Duccio Tessari, conoció a la actriz Sylva Koscina, con la que mantendrá a partir de entonces una estrecha amistad.
Con dieciséis años inició una relación sentimental con Gino Paoli, quien estaba casado, y en 1964 nació su hija Amanda Sandrelli.
Trabajó en la película de Antonio Pietrangeli, Yo la conocía bien (1965), en L'immorale de Pietro Germi y en  1968 en L'amante di Gramigna de Carlo Lizzani, junto a Gian Maria Volonté.

## Década de 1970

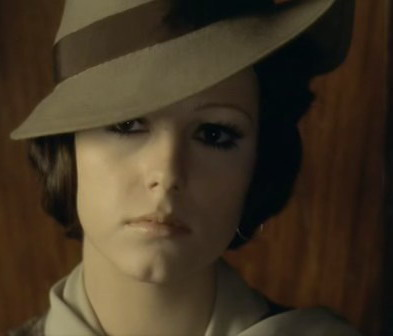
Stefania Sandrelli en un fotograma de la película El conformista. (1970)

Trabajó en películas como El conformista (1970) de Bernardo Bertolucci (película basada en la novela homónima de Alberto Moravia en la que también actuaban Jean-Louis Trintignant y Dominique Sanda), en Brancaleone alle crociate (1970) de Mario Monicelli (junto a Vittorio Gassman), en la última película de Pietro Germi Alfredo, Alfredo (1972) (con Dustin Hoffman), en C'eravamo tanto amati (1974) de Ettore Scola (en la que recorre tres décadas de la vida italiana y en la que también actúan Nino Manfredi y Gassman) y Novecento (1976) de Bertolucci, junto a un reparto internacional en el que destacan Robert De Niro, Gérard Depardieu, Alida Valli, Romolo Valli, Burt Lancaster, Sterling Hayden, Francesca Bertini y Donald Sutherland.
En estos años también rodó otras comedias, como el episodio «L'ascensore» de Luigi Comencini (incluido en la película Quelle strane occasioni, 1976), en la que interpreta a una sensual mujer rubia que se queda atrapada en la cabina de un ascensor junto a un sacerdote (Alberto Sordi) que visitaba esa casa para encontrarse con su amante. Mauro Bolognini fue el director del episodio «Sarò tutta per te» de la película Dove vai in vacanza? (1978), en el que Sandrelli interpreta a Giuliana, exmujer de Enrico (Ugo Tognazzi), que recibe la visita de este en la villa de su actual novio. En L'ingorgo (1978) de Luigi Comencini actuó junto a un reparto coral compuesto por Ángela Molina, Ugo Tognazzi, Alberto Sordi, Marcello Mastroianni y Fernando Rey.

## Década de 1980
En 1980 trabajó en La terrazza de Ettore Scola, en 1982 en Eccezzziunale... veramente de Carlo Vanzina, en 1983 en La chiave de Tinto Brass y en 1985 en dos películas: Segreti, segreti de Giuseppe Bertolucci y Speriamo che sia femmina de Mario Monicelli.
En 1987 volvió a protagonizar una película de Scola, La famiglia. En 1988 participa en Mignon è partita de Francesca Archibugi, película con la que gana un Premio David de Donatello a la mejor actriz protagonista. En 1989 apareció en Il male oscuro dirigida, de nuevo, por Mario Monicelli.

### Cine erótico (1983-84)
En Italia se produjo un gran revuelo cuando Stefania Sandrelli, una actriz de prestigio y ya con 37 años de edad, decidió desnudarse y participar en varias películas eróticas. La de mayor repercusión fue La chiave (1983) de Tinto Brass. Al año siguiente, rodó dos películas más de este género: L'attenzione de Giovanni Soldati y Una donna allo specchio de Paolo Quaregna.

## Década de 1990
Sandrelli participó en Jamón, jamón (1992) y Volavérunt (1999) de Bigas Luna, Belleza robada (1996) de Bernardo Bertolucci y La cena (1998) de Ettore Scola. También comenzará a actuar en series de televisión de éxito en Italia, como Il maresciallo Rocca (1996-2001).

## Década de 2000
Tanto en cine como en televisión, Sandrelli ha participado en numerosas obras.

### Televisión
Sandrelli actuó en las series Il bello delle donne (2001-2003), Il generale Dalla Chiesa (2007, dirigida por Giorgio Capitani) e Io ti assolvo (2008, dirigida por Monica Vullo). Coincidió con su hija Amanda Sandrelli en la miniserie Io e mamma (2007), dirigida por Andrea Barzini (Amanda y Stefania no habían aparecido juntas desde hacía veinte años, cuando ambas participaron en la película L'attenzione. Posteriormente, Stefania seleccionó a su hija para protagonizar su primera película como directora, basada en la vida de la poeta Christine de Pisan.

### Cine
Sandrelli rodó L'ultimo bacio (2001) de Gabriele Muccino, La vita come viene (2003) de Stefano Incerti, Una película hablada (2003) de Manoel de Oliveira, Un giorno perfetto (2008) de Ferzan Özpetek, Il crimine non va in pensione (2017), Marcello mío (2024) de Christophe Honoré y Parthenope (2024) de Paolo Sorrentino.

## Premios y distinciones
Festival Internacional de Cine de Venecia
| Año  | Categoría                       | Película   | Resultado |
| ---- | ------------------------------- | ---------- | --------- |
| 1990 | Premio Pasinetti - Mejor actriz | L'africana | Ganadora  |

Festival Internacional de Cine de San Sebastián
| Año  | Categoría                         | Película             | Resultado |
| ---- | --------------------------------- | -------------------- | --------- |
| 1969 | Concha de Plata a la mejor actriz | L'amante di Gramigna | Ganadora  |